# Non sta bene rubare il tesoro
Non sta bene rubare il tesoro è un film del 1967, diretto da Mario Di Nardo.

## Trama
Flo è una bellissima e giovane donna che ambisce ad essere una giornalista, per questo si inventa la notizia di un tesoro nascosto in Turchia. Attratti dalla notizia, un gruppo di avventurieri va alla ricerca di questo tesoro.